# Symphytognatha tacaca
Symphytognatha tacaca är en spindelart som beskrevs av Brescovit, Alvares och Guilherme A.M.Lopes 2004. Symphytognatha tacaca ingår i släktet Symphytognatha och familjen Symphytognathidae. Inga underarter finns listade i Catalogue of Life.